# Драга Тончева
Драга Тончева е българска лекарка, професор, член-кореспондент на Българска академия на науките. Занимава се с изследвания на гените, отговорни за шизофренията и някои видове рак, като например на яйчниците и щитовидната жлеза.

## Биография
Родена е на 23 юли 1950 г. в София. През 1974 г. завършва медицина в Медицинския университет, София. Специализира в Института по медицинска генетика, РАН (1977), Медицински университет, София (1978), Международния институт по генетика и биофизика в Неапол, Италия (1981), болница „Нортуик Парк“ в Лондон, болница „Джон Радклиф“ в Хедингтън, Оксфорд, Великобритания (1985) и Токийския център за човешки геном (2006). От 1978 г. е кандидат на медицинските науки. През 1997 г. е избрана за доцент, от 2006 г. е доктор на биологическите науки, а от 2008 г. е професор. През 2014 г. е избрана за член-кореспондент на Българска академия на науките.
От 2000 е Ръководител на катедрата по медицинска генетика в Медицински университет-София, а от 2006 г. – Ръководител на Национален геномен център за социално значими заболявания.
Член е на Български алианс за прецизирана и персонализирана медицина, както и Национален консултант по медицинска генетика при Министерство на здравеопазването и Президент на Българско дружество по генетика и геномика на човека, Член на Национален консултативен съвет по Редки болести, Министерство на здравеопазването, консултант на комисия „Българската Коледа“ към Президентството. 
При нея е учила д-р Десислава Нешева.
Над 170 нейни статии са публикувани в издания за медицина. Автор е на научни разработки за опасните HVP вируси сред населението на България, които водят до злокачествени заболявания на женските полови органи.